# Dammsjön (Hidinge socken, Närke)
Dammsjön är en sjö i Lekebergs kommun i Närke och ingår i Norrströms huvudavrinningsområde. Sjön har en area på 0,06 kvadratkilometer och ligger 213,9 meter över havet. Dammsjön ligger i Dunderklintarna Natura 2000-område.

## Delavrinningsområde
Dammsjön ingår i det delavrinningsområde (657153-144493) som SMHI kallar för Mynnar i Garphytteån. Medelhöjden är 152 meter över havet och ytan är 19,06 kvadratkilometer. Det finns ett avrinningsområde uppströms, och räknas det in blir den ackumulerade arean 35,7 kvadratkilometer. Lekhytteån som avvattnar avrinningsområdet har biflödesordning 3, vilket innebär att vattnet flödar genom totalt 3 vattendrag innan det når havet efter 240 kilometer. Avrinningsområdet består mestadels av skog (84 procent). Avrinningsområdet har 0,12 kvadratkilometer vattenytor vilket ger det en sjöprocent på 0,6 procent. Bebyggelsen i området täcker en yta av 0,15 kvadratkilometer eller 1 procent av avrinningsområdet.